# Liste der olympischen Skisprungschanzen

Olympische Ringe

Seit den ersten Olympischen Winterspielen gehört Skispringen zum Programm. Hier sind alle Skisprungschanzen aufgelistet, auf denen die Sprungwettbewerbe und die Wettbewerbe der Nordischen Kombination ausgetragen wurden.

## Erklärung
| Spiele:      | Land, Ort und Jahr der Olympischen Winterspiele |
| Standort:    | Ort an dem die Schanze steht/stand |

Skispringer

| Wettbewerbe: | Olympische Wettkämpfe die auf der Schanze ausgetragen wurden (soweit möglich direkt mit der Ergebnistafel verlinkt) Abkürzungen: LH – Large Hill (Großschanze) NH – Normal Hill (Normalschanze) NC – Nordic Combined (Nordische Kombination) Team – Mannschaftsbewerb K## bzw. HS## – K-Punkt bzw. Hillsize der Schanze K##/##.# bzw. HS##/##.# – K-Punkt bzw. Hillsize der Schanze/Länge der Langlaufstrecke Beispiel: NC K100/10.0 = Nordische Kombination, K-Punkt 100 m, Langlaufdistanz 10 km; |
| Schanze:     | Name der Schanze bzw. des Schanzenkomplexes |
| Anmerkung:   | Informationen über den Zustand der Schanze |
| Bild:        | Schanzenbilder (soweit vorhanden) |

## Liste der olympischen Skisprungschanzen
| Spiele                      | Standort                     | Wettbewerbe                                                                               | Schanze                                 | Anmerkung        | Bild |
| --------------------------- | ---------------------------- | ----------------------------------------------------------------------------------------- | --------------------------------------- | ---------------- | ---- |
| Chamonix 1924               | Chamonix                     | • LH K90 • NC K100/10.0                                                                   | Tremplin olympique du Mont              | 2015 stillgelegt |      |
| St. Moritz 1928             | St. Moritz                   | • LH K90 • NC K100/10.0                                                                   | Olympiaschanze                          | 2006 stillgelegt |      |
| Lake Placid 1932            | Lake Placid                  | • LH K90 • NC K100/10.0                                                                   | MacKenzie Intervale Ski Jumping Complex |                  |      |
| Garmisch-Partenkirchen 1936 | Garmisch-Partenkirchen       | • LH K90 • NC K100/10.0                                                                   | Olympiaschanze                          |                  |      |
| St. Moritz 1948             | St. Moritz                   | • LH K90 • NC K90/15.0                                                                    | Olympiaschanze                          | 2006 stillgelegt |      |
| Oslo 1952                   | Oslo                         | • NH K90 • NC K90/15.0                                                                    | Holmenkollbakken                        |                  |      |
| Cortina d’Ampezzo 1956      | Cortina d’Ampezzo            | • NH K90 • NC K90/15.0                                                                    | Trampolino Italia                       | 1990 stillgelegt |      |
| Squaw Valley 1960           | Squaw Valley                 | • NH K90 • NC K90/15.0                                                                    | Papoose Peak Jumps                      | 1976 stillgelegt |      |
| Innsbruck 1964              | Innsbruck                    | • LH K90 • NC K90/15.0                                                                    | Bergiselschanze                         |                  |      |
| Innsbruck 1964              | Seefeld                      | • NH K70                                                                                  | Toni-Seelos-Olympiaschanze              |                  |      |
| Grenoble 1968               | Saint-Nizier- du-Moucherotte | • LH K90 • NC K90/15.0                                                                    | Tremplin du Dauphiné                    | 1990 stillgelegt |      |
| Grenoble 1968               | Autrans                      | • NH K70                                                                                  | Tremplin du Claret                      |                  |      |
| Sapporo 1972                | Sapporo                      | • LH K90 • NC K90/15.0                                                                    | Ōkurayama-Schanze                       |                  |      |
| Sapporo 1972                | Sapporo                      | • NH K70                                                                                  | Miyanomori-Schanze                      |                  |      |
| Innsbruck 1976              | Innsbruck                    | • LH K120                                                                                 | Bergiselschanze                         |                  |      |
| Innsbruck 1976              | Seefeld in Tirol             | • NH K90 • NC K90/15.0                                                                    | Toni-Seelos-Olympiaschanze              |                  |      |
| Lake Placid 1980            | Lake Placid                  | • LH K120 • NH K90 • NC K90/15.0                                                          | MacKenzie Intervale Ski Jumping Complex |                  |      |
| Sarajevo 1984               | Sarajevo                     | • LH K120 • NH K90 • NC                                                                   | Igman Olympic Jumps                     | 1991 zerstört    |      |
| Calgary 1988                | Calgary                      | • LH K120 • NH K90 • Team LH K120 • NC K90/15.0 • Team NC K90                             | Alberta Ski Jump Area                   | 2018 stillgelegt |      |
| Albertville 1992            | Courchevel                   | • LH K120 • NH K90 • Team LH K120 • NC K120 • Team NC K120                                | Tremplin du Praz                        |                  |      |
| Lillehammer 1994            | Lillehammer                  | • LH K120 • NH K90 • Team LH K120 • NC K120 • Team NC K120                                | Lysgårds-Schanze                        |                  |      |
| Nagano 1998                 | Hakuba                       | • LH K120 • NH K90 • Team LH K120 • NC K90 • Team NC K90                                  | Hakuba-Schanzen                         |                  |      |
| Salt Lake City 2002         | Park City                    | • LH K120 • NH K90 • Team LH K120 • NC K90/Einzel • NC K120/Sprint • Team NC K120         | Utah Olympic Park Jumps                 |                  |      |
| Turin 2006                  | Pragelato                    | • LH HS140 • NH HS106 • Team LH HS140 • NC HS106/Einzel • NC HS140/Sprint • Team NC HS140 | Stadio del Trampolino                   | 2009 stillgelegt |      |
| Vancouver 2010              | Whistler                     | • LH HS140 • NH HS106 • Team LH HS140 • NC HS106/Einzel • NC HS140/Sprint • Team NC HS140 | Whistler Olympic Park Ski Jumps         |                  |      |
| Sotschi 2014                | Esto-Sadok                   | • LH HS140 • NH HS106 • Team LH HS140 • NC HS106/Einzel • NC HS140/Sprint • Team NC HS140 | RusSki Gorki                            |                  |      |
| Pyeongchang 2018            | Pyeongchang                  | • LH HS140 • NH HS106 • Team LH HS140 • NC HS106/Einzel • NC HS140/Sprint • Team NC HS140 | Alpensia Jumping Park                   |                  |      |
| Peking 2022                 | Chongli                      | • LH HS140 • NH HS106 • Team LH HS140 • NC HS106/Einzel • NC HS140/Sprint • Team NC HS140 | Snow Ruyi National Ski Jumping Centre   |                  |      |